# گارسیتوم
گارسیتوم (به اسپانیایی: Garciotum) یک شهرستان در اسپانیا است که در استان تولدو واقع شده‌است.

## خصوصیات
گارسیتوم ۲۳ کیلومترمربع مساحت و ۱۴۸ نفر جمعیت دارد و ۵۴۷ متر بالاتر از سطح دریا واقع شده‌است.